# Fourneaux (Loire)
Fourneaux é uma comuna francesa na região administrativa de Auvérnia-Ródano-Alpes, no departamento de Loire. Estende-se por uma área de 12,17 km². Em 2010 a comuna tinha 599 habitantes (densidade: 49,2 hab./km²).